# مناجیو
مناجیو (به ایتالیایی: Menaggio) یک کومونه در ایتالیا است که در استان کومو واقع شده‌است.

## خصوصیات
مناجیو ۱۳ کیلومترمربع مساحت و ۳٬۲۷۳ نفر جمعیت دارد.

## خواهرخوانده
شهرهای الیورد، Carapicuíba و Wolpertswende خواهرخوانده‌های مناجیو هستند.